# Llibreria Futurama
Futurama és una llibreria especialitzada en còmics ubicada al Carrer Guillem de Castro de la Ciutat de València. És la primera que va existir a la Ciutat i encara està en actiu.
Va ser fundada en 1981 per l'expert en còmics Manuel Molero, amb el nom 1984, adoptant l'actual denominació el 31 de desembre de 1983. quan l'arribada de l'any 1984 fa que el nom perda les connotacions futuristes.
Va nàixer com un quiosc de premsa del Carrer Balmes del Barri de Velluters, on sols es venien còmics i la cartelera Túria. Posteriorment es va traslladar a l'actual ubicació al Carrer de Guillem de Castro, a prop de l'original.
En 2007 va rebre el premi a la labor dels llibrers de la Conselleria de Cultura de la Generalitat Valenciana.

## Galeria
- Paraules de Mique Beltran en la presentació d'un integral de la seua sèrie Marco Antonio, en 2012.
- Paraules de Manel Gimeno, prologuista de la integral, sobre la sèrie Marco Antonio.
- Paraules de Manel Gimeno en la presentació conjunta de Los surcos del azar, de Paco Roca i Un médico novato, de Sento Llobell, en 2013.
- Paraules de Paco Roca en el mateix acte.
- Paraules de Sento en el mateix acte.